# Dragoş Nosievici
Dragoş Nosievici (* 6. Januar 1938 in Bukarest; † 11. Juli 2014 in Leverkusen) war ein rumänischer Basketballtrainer und -spieler.

## Werdegang
Nosievici nahm mit der rumänischen Nationalmannschaft in den Jahren 1959, 1961, 1963, 1965, 1967 und 1969 an den Europameisterschaften teil. Die beste Platzierung erreichte er mit der Auswahl bei der EM 1967 mit dem fünften Rang, Nosievici war dabei Mannschaftskapitän. Der 1,92 Meter große Rumäne bestritt 170 Länderspiele.
Auf Vereinsebene spielte er für Steaua Bukarest, gewann mehrmals den rumänischen Meistertitel, von 1970 bis 1974 dann für BBC Amicale in Steinsel (Luxemburg) (zunächst Spieler, dann Spielertrainer). 1971 und 1973 wurde er mit Steinsel Landesmeister. Er betreute gleichzeitig die Amicale-Damen als Trainer. In der ersten Runde des Europapokals der Landesmeister in der Saison 1971/72 traf Nosievici mit Steinsel auf Panathinaikos Athen. In Hin- und Rückspiel erzielte er insgesamt 58 Punkte, verlor mit seiner Mannschaft aber jeweils deutlich.
Zwischen 1974 und 1977 war Nosievici als Trainer in Frankreich beschäftigt: 1974/75 bei Cholet Basket, von 1975 bis 1977 bei ASC Denain-Voltaire.
In der Saison 1977/78 war er Trainer des deutschen Bundesligisten TuS 04 Leverkusen. Er führte die Rheinländer in der Basketball-Bundesliga auf den dritten Platz und trat mit der Mannschaft mit Spielern wie John Ecker, Achim Kuczmann, Greg Lee, Norbert Thimm und Rudolf Kleen auch im Europapokal der Landesmeister an.
Beruflich war er in Leverkusen beim Bayer-Werk als Ingenieur angestellt. Des Weiteren betrieb er mit seiner Familie in Leverkusen ein Hotel. Er starb nach einer Hüftoperation an einer Bakterieninfektion.